# Сердце (станція)
Сердце (рос. Сердце) — станция в Великолуцькому районі Псковської області Російської Федерації.
Населення становить 25 осіб. Входить до складу муніципального утворення Шелковська волость.

## Історія
Від 2014 року входить до складу муніципального утворення Шелковська волость.

## Населення
| 2001 | 2002 | 2010 |
| ---- | ---- | ---- |
| 35   | ↘21  | ↗25  |